# Bataille de Yangping
Guerres de la fin de la dynastie Han
La bataille de Yangping (chinois simplifié : 阳平之战 ; chinois traditionnel : 陽平之戰 ; pinyin : Yángpíng Zhī Zhàn), aussi connue sous le nom de bataille du col de Yangping (chinois simplifié : 阳平关之战 ; chinois traditionnel : 陽平關之戰 ; pinyin : Yángpíngguān Zhī Zhàn), a lieu en Chine en l'an 215, durant la fin de la dynastie Han. Elle oppose le seigneur de guerre Cao Cao au Maître céleste Zhang Lu et s’achève par la victoire de Cao Cao.

## Situation avant la bataille
Lors du troisième mois lunaire de l'an 215, Cao Cao lance une campagne contre Zhang Lu, qui est alors le maitre de la Commanderie de Hanning depuis vingt ans. En plus d'être un seigneur de guerre, Lu est également le chef d'une secte, l'école taoïste des Cinq boisseaux de riz, qui aurait été fondée par son grand-père Zhang Ling. En tant que chef de cette école, il porte le titre de Maître céleste.
Quand l’armée de Cao Cao arrive à Chencang (陈仓) et s’apprête à traverser Wudu (武都), les tribus du peuple Qiang, qui vivent dans la région, leur bloquent le passage. Cao envoie alors Zhang He, Zhu Ling et quelques autres généraux attaquer les Di et libérer le passage. Après sa victoire contre les Qiang, Cao Cao reprend son avancée et le quatrième mois, il traverse le col de San (散關) et arrive à Hechi (河池). Dou Mao (竇茂), le roi des Qiang, prend la tête d'une armée forte de plusieurs milliers de combattants pour résister à Cao Cao, mais il est vaincu par ce dernier le mois suivant. Après cette nouvelle victoire, Cao massacre la population des tribus Qiang. Peu après, Qu Yan (麴演), Jiang Shi (蔣石) et d'autres généraux de Xiping (西平) et Jincheng (金城) tuent Han Sui, un seigneur de guerre local qui s'était autrefois opposé à Cao Cao, et envoient la tête du défunt au vainqueur des Qiang en signe d'allégeance.
Le septième mois, les forces de Cao Cao atteignent le col de Yangping (陽平關) après avoir effectué un long et pénible voyage à travers un terrain montagneux. Lorsque ses soldats commencent à se plaindre, Cao Cao leur dit qu’il se souviendra d'eux pour leur contribution pour les inciter à continuer d'avancer.

## Bataille
Lorsque Cao Cao arrive à Yangping, Zhang Lu prend conscience de l'écrasante supériorité numérique de son adversaire et envisage une reddition immédiate. Mais son frère Zhang Wei refuse de se rendre et veut se battre. Lu donne à Wei et au général Yang Ang le commandement d'une troupe et les envoie défendre le col. Pour bloquer l'avancée des troupes de Cao Cao, Zhang Wei et Yang Ang peuvent compter sur des structures défensives construites dans les zones montagneuses et s’étendant sur plus de 10 li. Dans un premier temps, Cao n'arrive pas à vaincre ses ennemis et tous les assauts qu'il lance se concluent par des échecs. Il finit par lever le camp et, lorsqu'ils voient leur ennemi se replier, les hommes de Zhang Lu baissent leur garde et se détendent. Mal leur en prend, car ce repli n'est qu'une ruse visant à duper les hommes de Wei. Durant la nuit qui suit la levée du camp, Xie Biao (解忄剽) et Gao Zuo (高祚), deux des généraux de Cao Cao, lancent une attaque surprise couronnée de succès : les défenses du col de Yangping tombent, Yang Ang est tué au combat, tandis que Zhang Wei profite de l'obscurité pour s'enfuir.

## Conséquences
Dès qu'il est mis au courant de la chute du col de Yangping, Zhang Lu se replie sur Bazhong (巴中)(Cette ville se situe dans l'est de l'actuelle province du Sichuan). Peu de temps après, l'armée de Cao Cao occupe Nanzheng (南鄭), la capitale de la commanderie de Hanning, et s'empare des valeurs conservées dans les coffres de Zhang Lu.
Les habitants de Hanzhong se rendent sans opposer de résistance aux troupes de Cao Cao, qui rend à la commanderie son ancien nom de "Hanzhong". Cao procède également à un redécoupage administratif de la région qu'il vient de conquérir. Les Xians de Anyang (安陽) et de Xicheng (西城) sont détachés de Hanzhong et placés sous la juridiction de la Commanderie de Xicheng (西城郡). Un administrateur (太守) est nommé pour superviser ladite Commanderie. Il découpe les Commanderies de Xi (錫) et Shangyong (上庸郡) et nomme des Commandants (都尉) pour administrer ces nouvelles entités. Durant le neuvième mois de l'année, le roi tribal Pu Hu (朴胡) et Du Huo (杜濩), le Marquis de Congyi (賨邑侯), se rendent à Bayi (巴夷) et Cong (賨) avec leurs sujets, pour faire leur soumission à Cao Cao. Ce dernier les récompense en divisant la Commanderie (巴郡) de Ba en deux pour créer celles de Bakri (巴東 ; « Ba de l'Est ») et Baxi (巴西 ; « Ba de l'Ouest »). Pu Hu devient le commandant de Bakri et reçoit un titre de Marquis, pendant que Du Huo devient commandant de celle de Baxi et reçoit un Marquisat plus important que celui qu'il avait auparavant. L’empereur Xiandi accorde également à Cao Cao le pouvoir de conférer des titres aux nobles et aux fonctionnaires de la région.
Le 11e mois, Zhang Lu quitte Bazhong avec ses disciples et vient se rendre à Cao Cao. Ce dernier accepte leur reddition et donne un titre de marquis a Zhang Lu et ses cinq fils. Malgré ces gestes d’apaisement, Cao est bien conscient que Lu garde toujours une forte influence sur la population locale. Aussi, pour éviter tout risque de révolte, Zhang Lu, sa famille et une partie des fidèles de son école des cinq boisseaux doivent quitter la région pour venir s’installer dans des provinces plus centrales et mieux contrôlées par Cao Cao. C'est à partir de ces régions, qui sont au cœur du futur royaume de Wei, que les membres de la famille Zhang vont répandre leur culte durant les décennies suivantes.
À l’époque, Liu Bei vient juste de prendre le contrôle de la Province de Yi (益州) aux dépens de son gouverneur, Liu Zhang. Profitant de l'occasion, il occupe Bazhong immédiatement après le départ de Zhang Lu. Cao Cao réagit en donnant l'ordre à Zhang He d'attaquer Bei et de reprendre la ville; mais He est vaincu par Zhang Fei, un des généraux de Liu Bei, lors de la bataille de Baxi.
Pendant le 12e mois de l'année, Cao Cao quitte Nanzheng et retourne à Ye (鄴), la capitale de son domaine, en laissant derrière lui Xiahou Yuan pour défendre Hanzhong.